# Hildegard Zoir
Hildegard Julia Charlotta Zoir, född 20 december 1876 i Rönnängs socken, Göteborgs och Bohus län, död 20 september 1935 i Göteborg, var en svensk målare, grafiker och tecknare.  
Hon var dotter till kapellpredikanten Hans Olsson Rygård och Magdalena Törnblom och från 1894 gift med Emile Zoir. Tillsammans med sin man for hon till Amerika 1894 och studerade där vid en målarskola i New York 1894–1895, hon fortsatte sin konstnärliga utbildning vid Académie Colarossi och Académie Julian i Paris 1896–1897 och lärde sig samtidigt att etsa av sin man. Under de följande tio åren företog makarna resor kors och tvärs över Europa där hon hittade en del motiv för sina landskapsmålningar. Paret bosatte sig slutligen i Göteborg. Hon medverkade i några få svenska samlingsutställningar bland annat Konstföreningen för södra Sveriges utställning i Stockholm 1901 och Göteborgs konstförenings utställning på Valand 1902. Hennes konst består av blomsterstilleben och landskapsmålningar samt teckningar och grafik med porträtt, gatumotiv och landskap. Zoir är begravd på Östra kyrkogården i Göteborg.